# تپه قلعه کشور خان
تپه قلعه کشور خان مربوط به هزاره اول قبل از میلاد است و در شهرستان کامیاران، بخش مرکزی، روستای زیویه واقع شده و این اثر در تاریخ ۲۳ شهریور ۱۳۸۲ با شمارهٔ ثبت ۱۰۰۹۸ به‌عنوان یکی از آثار ملی ایران به ثبت رسیده است.